# Теодор Рузвелт
 Теодор Рузвелт (на английски: Theodore Roosevelt), наричан и с инициалите си Ти Ар (T.R.) е 25-ият вицепрезидент на САЩ (1901 г.) и 26-ият президент на САЩ (1901 – 1909), като встъпва в длъжност след покушението срещу Уилям Маккинли. На 42 години Рузвелт става най-младият президент на САЩ за времето си.
Енергията, емоцията, уменията и неподправеното удоволствие, които Рузвелт е влагал в президентството, са изключителни. През живота си е бил автор, законотворец, войник, ловец на едър дивеч, дипломат, природозащитник, морски ентусиаст, поддръжник на мира и реформатор с прогресивни идеи. Заради своите многобройни достижения, заради решаващата роля, която му е отредила съдбата, той често се счита за един от най-великите американски президенти.
Теодор Рузвелт е пети братовчед на президента Франклин Делано Рузвелт и това ги прави единствените братовчеди, които са били президенти на САЩ.

## Детство и образование
Рузвелт е роден в квартал Грамърси, Ню Йорк Сити на 27 октомври 1858 година като второто от общо четири деца в семейството на Теодор Рузвелт старши (1831 – 1878) и Марта Бълок (1834 – 1884). Баща му е известен филантроп и търговец в Ню Йорк, съдружник във фирмата за внос на стъкло „Рузвелт и син“. Марта Бълок е била домакиня, известна красавица от Юга, израснала в Джорджия и със симпатии към Конфедерацията.
Болнав и астматик като дете, Рузвелт е трябвало да спи или седнал в леглото, или на стол, като през по-голямата част от детството си е страдал от диария и настинки. Въпреки физическото му състояние се смята, че той за кратко е посещавал семинарията „Френдс“, частно квакерско училище на 16-а улица. Той е свръхактивен и често пакостлив младеж. Неговият интерес към зоологията, който го съпътства през целия живот, се заражда на 7 години, когато вижда на пазара мъртъв тюлен. След като се сдобива с неговата глава, той и още двама негови братовчеди създават „Музея на Рузвелт за естествена история“. Рузвелт напълва импровизирания си музей с множество животни, които улавя, изучава и подготвя за експозицията си. На деветгодишна възраст той систематизира знанията си за насекомите в „Естествена история на насекомите“.
За да се справи с лошото му физическо състояние, баща му го насърчава да тренира в местния гимнастически салон и дори създава такъв в къщата, където живеят. По това време често яде бой от негови познати и това го кара да почне да се занимава с бокс. Две пътешествия в чужбина оказват изключително влияние в живота му:
- От 1869 до 1870 г. Семейството му прекарва Коледа в чужбина и по-специално в Рим, където младият Рузвелт целува ръката на папа Пий IX.
- От 1872 до 1873 година семейството Рузвелт пътува до Египет, Светите земи и изкарва няколко месеца в Дрезден, Германия. „Теди“, което е галеното му име като малък, изкачва и пирамидите.

Скоро той се превръща в спортен ентусиаст и турист, какъвто и остава до последните години на живота си.
Освен няколкото посещения на училището на професор Макмюлен, младият Теодор е твърде болнав, за да посещава учебни заведения, затова го обучават поредица от частни учители. Първият е Ани Бълок, леля му по майчина линия. Тя е последвана и от други, включително и от учител по препараторство, който успява да подхрани влечението на Рузвелт към естествената история. Фройлайн Ана, учителката му по френски и немски език, когато семейството е било в Дрезден, отбелязва: „Той със сигурност някой ден ще бъде велик професор или кой знае, може да стане президент на Съединените щати.“
След като семейството му се връща в Ню Йорк, Рузвелт почва интензивно обучение, за да се подготви за приемния изпит в Харвардския университет. Той взема изпита през 1875 година и започва обучението си през 1876 г. Същата година участва във факелно шествие в подкрепа на избора на Ръдърфорд Хейс за президент. Рузвелт се справя добре с науката, философията и реториката, но няма успех в класическите езици. Под влиянието на тогавашната си приятелка (бъдещата му жена) и на професор Лорънс Лафин той изоставя естествената история и се насочва към политиката.
Намира време за бокс и е бил претендент за спечелването на боксовия шампионат на Харвард, но губи от К. С. Хенкс, а спортсменството, което показва в този мач, е запомнено задълго.
Завършва Харвард на 21 място от общо 177 ученици и продължава обучението си в Columbia Law School. Намира обучението за скучно, но се отдава на допълнителни занимания, включително и на завършването на първата му публикувана книга „Морската война от 1812 година“. Кариерата на корпоративен адвокат не му е никак по вкуса и когато се открива възможност да се кандидатира за законодателното тяло на Ню Йорк – Асамблеята, напуска следването и влиза в публичния живот през 1881 година.

## Живот в Бедлендс
Рузвелт е изключително активен в Ню Йорк и пише повече закони от всеки друг негов колега, като често работи за бедните и хората с недъзи. През 1884 г. участва в Републиканския национален конвент и се бори от прогресивни позиции, но губи от консерваторите, които издигат за кандидат Джеймс Блайн. Неохотно му дава своята подкрепа за сметка на Гроувър Кливланд, кандидата на Демократическата партия и губернатор на Ню Йорк, когото счита за приятел.
През тази година в един и същи ден и в една къща умират майка му и жена му. Това се случва само два дни след като жена му ражда единствената им дъщеря – Алис. Рузвелт, обезумял от мъка, пише в дневника си „Светлината напусна живота ми завинаги“. По-късно същата година той напуска Асамблеята и се мести в областта, наречена Бедлендс, Дакота, за да води живот на фермер и представител на закона.
Живеейки близо до нововъзникналия град Медора, Северна Дакота, Рузвелт се научава да язди, да хвърля ласо и да ловува. Често си има неприятности, понеже с охота се включва в сбивания, като прекарва времето си в суровия и хаотичен свят на последните години на Дивия Запад. Веднъж преследва известни престъпници, като навлиза в непознатите и необитавани гори на Бедлендс. Друг път има свада с легендарния френски дуелист маркиз Дьо Мор, който го предизвиква на дуел. Рузвелт, понеже е предизвикан, има правото да избере оръжие и той избира пушка, като твърди, че това оръжие му е най-удобно. Дуелът е отменен и двамата се помиряват.
След като снежна буря унищожава стадото добитък на Рузвелт, той се връща на изток и се кандидатира за кмет на Ню Йорк през 1886, но остава едва трети, при това с голяма разлика. След изборите заминава за Лондон, където се жени за своята детска любов Едит Кърмит Кароу. По време на медения си месец намира време и изкачва връх Мон Блан, като води едва третата експедиция, която успешно стига върха, първата е през 1786 година.

## Завръщане в обществения живот
В президентските избори през 1888 г. той участва в кампанията на Бенджамин Харисън в Средния запад. След като печели изборите, президентът Харисън назначава Рузвелт в Комисията за реформи на държавната администрация, пост, който той заема до 1895 г. По време на своя мандат той безкомпромисно прилага законодателството, уреждащо режима на държавната служба и списъкът с постове, за които трябва да се полага изпит, се удвоява. Това му спечелва изключително малко приятели сред партийните активисти. Въпреки че дава поддръжката си на Харисън за нов мандат (1892 г.), новият президент Гроувър Кливланд го оставя на поста му.
През 1895 година Рузвелт става президент на борда на полицейските комисари на Ню Йорк. За двете години, през които заема поста, Рузвелт радикално променя начина на управление на полицейската служба. Той задължава полицаите задължително да се регистрират пред борда и да минават през тест за физическа подготовка. Изисква и налага във всички полицейски участъци да бъдат поставени телефони. Известният със своята енергичност Рузвелт е имал навика да се разхожда късно вечер и рано сутрин покрай полицейските постове, само за да се убеди дали те са на служба по това време. Също трябва да бъде отбелязано, че Рузвелт е първият, който дава възможност на евреи и жени да получат служба в полицията.
През 1897 г. президентът Уилям Маккинли го назначава за заместник-секретар по флота. Той обича дълбоко работата си и изиграва основна роля за подготовката на флота за предстоящата война с Испания. През 1898 г. Рузвелт напуска флота и с помощта на полковник Леонард Ууд създават Първа доброволческа кавалерия – една разнородна банда, в която участват каубои, индианци, хора извън закона, но и възпитаници на Бръшляновата лига. Те участват в бойните действия срещу Испания в Куба. Вестниците по това време ги наричат „Твърдите ездачи“ (на английски: Rough Riders). Първоначално Рузвелт има чин лейтенант и служи под командването на полковник Ууд, но след като Ууд е повишен в бригаден генерал и е поставен начело на доброволческите сили, Рузвелт става полковник и поема командването на кавалерията, с която постига знаменити победи.
След завръщането си от Куба Рузвелт влиза отново в политиката на щата Ню Йорк и опирайки се на военните заслуги, които има, успява да спечели поста губернатор. Той полага изключителни усилия да изкорени корупцията и системата за раздаване на постове, въпреки че се твърди, че лидерите на Републиканската партия в Ню Йорк го подкрепят в претенцията му за вицепрезидентското място в двойка с Маккинли, само и само да се отърват от него (по това време постът на вицепрезидент на САЩ е гарантирал край на политическата кариера).

## Президентство
Маккинли и Рузвелт печелят президентската надпревара през 1900 г. срещу Уилям Дженингс Брайън и Алдай Стивънсън старши. Рузвелт е един от най-младите вицепрезиденти в историята (само Джон Брекенридж е по-млад). Той намира вицепрезидентството за неудовлетворяващо и счита, че няма особено политическо бъдеще и обмисля да се върне в правния факултет след завършването на мандата. На 2 септември 1901 г. произнася изречението, което ще е дефиниращо за мандата му, когато на Щатския панаир в Минесота призовава американците „да говорят спокойно и да носят голямата тояга“ без да знае, че само дванадесет дни по-късно завинаги ще заеме място в общественото съзнание.
Убийството на Маккинли през 1901 г. е това, което дава президентската длъжност на Рузвелт. Той полага клетва на 14 септември 1901 г. в Бъфало, Ню Йорк. Един от първите му запомнящи се актове като президент е да произнесе (на 20 декември 1901 г.) реч от 20 000 думи пред Камарата на представителите, в която да поиска от Конгреса да обуздае силата на тръстовете „в приемливи граници“. Заради това си искане е наречен „разбивачът на тръстове“.
Рузвелт се наслаждава на президентството и сякаш е навсякъде. Той води членовете на кабинета и свои приятели на дълги и с високо темпо преходи, боксира се в стаите на Белия дом, забавлява се с децата си и чете усърдно. Той временно губи зрението си с едното око поради боксов мач. Неговият ентусиазъм и сякаш безгранична енергия карат посланика на Великобритания да обясни иронично на свой познат: “Винаги трябва да знаете, че президентът е на около шест години.“ („You must always remember that the President is about six.“)
Децата на Рузвелт са толкова популярни, колкото и той самият, като техните игри и лудории из Белия Дом често са в заглавията на вестниците. Дъщеря му Алис Лий Рузвелт е мит във Вашингтон. Запитан дали може да се справи с нея, Рузвелт отговаря „Мога или да контролирам дъщеря си, или да съм президент на страната, но не и двете“. В отговор Алис обявява, че баща ѝ „иска да е младоженецът на всяка сватба и покойникът на всяко погребение“ .
През 1904 година Рузвелт се кандидатира за втори самостоятелен мандат и печели национална победа. През 1905 г. той става първият президент, който посещава Япония и Русия с цел да установи по-добри отношения с тях и да посредничи за постигане на мир между двете страни. В резултат на това Рузвелт печели Нобелова награда за мир през 1906 г. Той е първият американец с това отличие въобще.

### Кръстосаната сделка
Решен да постигне това, което той нарича „кръстосана сделка“ между бизнеса и профсъюзите, Рузвелт вкарва няколко радикални закона в Конгреса. Той не е първият президент, който взема страната на работниците при спорове, но е първият, който заплашва бизнеса, че ще национализира големи части от индустрията, и така принуждава двете страни да приемат назначена от него комисия, която да решава споровете по задължителен за страните начин. Той е отговорен за провеждането на реформи в бизнеса, защитата на околната среда и до известна степен е поддръжник за подобряването на междурасовите отношения, и то до такава степен, че приема тъмнокожия учен Букър Вашингтон през 1901 г. на официална вечеря в Белия дом, за да обсъдят расизма. Новината за вечерята стига до пресата два дни по-късно. Публичната реакция е толкова бурна (особено в Южните щати), че Рузвелт никога не повтаря този експеримент.

### Бизнесът
Въпреки че ерата на разбиване на тръстове е започната от неговия предшественик Маккинли, с назначаването на Федералната индустриално-търговска комисия през 1898 Рузвелт е човекът, който получава прякора „Разбивачът на тръстове“. Веднъж станал президент, Рузвелт работи усърдно за увеличаване на регулаторната власт на федералното правителство. Той принуждава Конгреса да приеме закони, които да дадат повече власт на Междущатската търговска комисия, която по-късно разследва Рокфелер, Андрю Карнеги, Шуаб и други титани на индустрията. Под неговото ръководство федералното правителство завежда 44 иска срещу корпоративните монополи, като най-известният от тях е Northern Securities Company на Джон Пирпонт Морган, огромна структура, имаща собственост върху железниците.
Той насърчава приемането на Закона за мелиорацията от 1902 г., който предоставя федерална помощ за възстановяването на кладенците и напоителните съоръжения и поставя 930 000 km² под защитата на федералното правителство. В допълнение Рузвелт успява да прокара Закон за чистотата на храната и лекарствата (1906 г.) и Закон за инспекцията на месото от същата година.

### Опазване на околната среда
Той работи всеотдайно за съхранение на природните забележителности и ресурси и се счита от мнозина за първия президент, защитник на околната среда. Рузвелт заделя повече земя за федерални паркове и защитени територии от всички свои предшественици заедно. Разказва се история, според която веднъж попитал своите съветници „Има ли закон, който ми забранява да обявя този остров за резерват за птици?“  Когато те му казват че няма, Рузвелт подписва документите със замах и казва  „Чудесно, тогава го обявявам.“
По време на президентството си основава Службата за горите на САЩ, подписва закон за създаване на националните паркове, подписва закон за историческите паметници, с който обявява 18 монумента за такива. Територията, която по времето на Рузвелт е поставена под закрила на федералното правителство, е 930 000 km².
Днес отдадеността на Рузвелт за съхраняване на околната среда е почетена, като името му носят няколко национални парка.

### Расата
Въпреки че Рузвелт свършва известна работа по установяване на по-добри междурасови отношения, при него, както и при повечето лидери от Прогресивната ера, липсват инициативи по расовите въпроси. Букър Вашингтон, най-важният лидер на негрите по това време, е първият свободен цветнокож човек, който е поканен в Белия дом, акт, който предизвиква негодуванието на много лидери на Юга. Рузвелт се изказва срещу расизма и дискриминацията и назначава много негри на ниски длъжности във федералното правителство. Обявява се против сегрегацията на училищата и прекратява тази практика като губернатор на Ню Йорк. Рузвелт не одобрява антисемитизма и назначава първия евреин в президентския кабинет.
Но трябва да се знае, че Рузвелт е вярвал в „расовото наследяване“ – че хората от една раса действат по един и същи начин в обществената среда. След критиката, която получава за поканата на Букър Вашингтон, Рузвелт не се изказва публично за равенството на расите.

### Изграждането на флота
Рузвелт е морски ентусиаст, който е в основата на изграждането на силна флота. Той вярва в имперската мисия на САЩ и във възможността страната да встъпи във война в Пасифика с японците. Той създава Великата бяла флота (името идва от боята, с която са боядисани корабите) и я изпраща на околосветска обиколка на добра воля, включваща и спиране в Япония. Рузвелт се надява по този начин да отслаби напрежението в американо-японските отношения и да покаже на японското правителство, а и на останалата част от света, възможността на САЩ да достигне с военната си мощ всяка точка на глобуса. Великата бяла флота се връща в страната през 1909 г. и Рузвелт има удоволствието да наблюдава пристигането ѝ малко преди да напусне офиса.
През годините няколко военни кораба от флота на САЩ са носили името на Рузвелт, а най-скорошният е самолетоносач клас Нимиц.

### Панамският канал
През 1903 г. Рузвелт насърчава политическите кръгове в Панама да формират нация и да обявят независимост от Колумбия. Причината за подкрепата е отказът на колумбийските власти да приемат американското предложение за построяване на канал. Новата панамска държава продава зоната на канала на САЩ за 10 милиона долара и постепенно увеличаваща се годишна сума за плащане. Рузвелт счита, че преминаването през Панамския провлак е решаващо за защитата на американските интереси и за създаването на силна флота. Панамският канал е завършен през 1914 г. и революционизира световната търговия и пътувания.

## Годините след президентството
На 23 март 1909 г., малко след напускането на длъжността президент, Рузвелт напуска Ню Йорк и се отправя на сафари в Африка. Пътуването е спонсорирано от Смитсоновия институт и Националното географско дружество, като получава внимание и от международните медии. Въпреки че се обявява за защитник на природата, по време на пътешествието са убити над 5000 животни, включително и няколко от малкото оцелели бели носорози.
Въпреки изключителната си популярност, той решава да не се кандидатира за нов мандат през 1908 г., решение, за което по-късно ще съжалява до края на живота си. Вместо това дава подкрепата си на своя дългогодишен приятел и военен министър Уилям Тафт, за когото смята, че ще продължи неговата политика. След победата на Тафт Рузвелт с растящо притеснение разбира, че новият президент е далеч по-консервативен от него. Има собствена политика, която често е в противоречие с политиката, провеждана от Рузвелт преди това.
В резултат през 1912 г. Рузвелт се кандидатира за нов президентски мандат. Той търси подкрепата и номинацията на Републиканската партия, но е блокиран на Републиканския национален конвент от политическите машинации на Тафт, при все че има изключителна подкрепа, включително и смазваща победа на предварителните избори в родния щат на Тафт – Охайо. Рузвелт се отказва от републиканската подкрепа и се кандидатира от името на Прогресивната партия на САЩ, като по този начин жестоко подкопава обществената подкрепа за Тафт. Докато провежда кампанията си в Милуоки, Уисконсин, той е прострелян от съдържателя на бар Джон Шранк на 14 октомври 1912 г. Опитът за убийство е неуспешен, и макар че куршумът е заседнал в гърдите му, той успява да произнесе замислената реч. Рузвелт не е сериозно ранен, докторите решават, че е твърде опасно да извадят куршума, който остава в него до края на живота му. Като последица от всичко това той губи изборите и разделя вота на републиканците, като печели повече гласове от Тафт, но така осигурява победата на демократа Удроу Уилсън. В следващите години Рузвелт почва да изпитва неприязън към Уилсън, която надхвърля дори тази към Тафт, особено във връзка с външната политика на Уилсън. Рузвелт обмисля, но все пак отхвърля възможността за нова негова кампания за президент през 1916 г.
Като писател той продължава да пише с изключителна страст по теми от американската външна политика до системата на парковете в страната. Едно от най-популярните му произведения е „През бразилския пущинак“, в което описва своя експедиция в бразилската джунгла заедно с бразилския изследовател Кандидо Рондон.
Още като опозиционен политик той подкрепя усилията на Томаш Масарик да създаде независима Чехословакия. През август 1918 г., когато се организира нобеловата награда за мир, той изпраща символична сума от 1000 долара в Русия на чехословашките легионери и на церемония в Ню Йорк, той казва: „Героичните чехословашки трябва да формират независима общност.“
Рузвелт умира в съня си в Ойстер Бей, Ню Йорк на 6 януари 1919 г. вследствие на коронарен емболизъм. Синът му Арчи праща телеграма на неговите близки само с четири думи “Старият лъв е мъртъв“.

## Личен живот
Въпреки че религията на Рузвелт е по рождение е холандско-реформистка, той не принадлежи към никоя деноминация като дете и поради това не се присъединява към никоя църква до 16-ата си година. Като дете посещава и презвитерианската църква. Докато учи в Харвардския университет, той преподава в неделното училище на епископалната църква, но само докато ректорът не открива, че Рузвелт не е кръстен. В края на живота си, когато живее в Ойстер бей, той ходи заедно с жена си на службите в епископалната църква. А когато е във Вашингтон, посещава Реформираната църква на милостта. Като президент той твърдо се придържа към разделението на църквата от държавата и смята, че надписът на американските банкноти „Уповаваме се на Бог“ („In God We Trust“) противоречи на конституцията. Позицията му не е израз на липса на вяра, а защото е считал, че е неправилно да се слага името на Всевишния на нещо толкова обикновено като парите. Той неуспешно се опитва да премахне мотото.
През целия с жизнен път Рузвелт е бил страстен почитател на това, което той нарича „енергичен живот“. До последните си дни той редовно прави упражненията си, практикува бокс, туризъм, гребане, лов, поло и езда. Като губернатор на Ню Йорк той се боксира няколко пъти седмично със спаринг партньори – практика, която продължава и като президент до момента, при който едното му око пострадва.
На 22 години Рузвелт се жени за първата си съпруга Алис Лий. Брачната им церемония е на 27 октомври 1880 г. Тя е дъщеря на известен по онова време банкер. След смъртта ѝ той се жени за Едит Кароу и имат пет деца.

## Наследството, което оставя

### „Първият“
- Рузвелт е първият американец, удостоен с Нобелова награда – за мир през 1906;
- На 9 ноември 1906 г. той е първият американски президент, който прави посещение извън САЩ, като посещава Панама, за да инспектира построяването на Панамския канал;
- Рузвелт е първият президент, който плава с подводница и първият бивш президент, който лети със самолет;
- Рузвелт е първият президент, който кара автомобил;
- Рузвелт е първият президент, който притежава кола;
- Рузвелт е първият президент, който кани на вечеря в Белия дом чернокож;
- Рузвелт е първият президент, който назначава евреин в президентския кабинет;

### Посмъртно връчване на Медала на честта
На 16 януари 2001 г. посмъртно е удостоен с Медала на честта от президента Бил Клинтън. От името на Теодор Рузвелт наградата е приета от неговия праправнук Туийд Рузвелт. Така за втори път в американската история баща и син са носители на Медала на честта – бригаден генерал Теодор Рузвелт II получава отличието за проявен героизъм в десанта при Нормандия. Другата двойка баща и син, удостоени с това отличие, са Дъглас Макартър и баща му, героят от Гражданската война Артър Макартър.